# Microscopia confocal
A Microscopia confocal é uma técnica imagiológica desenvolvida primariamente por Marvin Minsky, em 1955. Apesar do funcionamento do Microscópio Confocal ser semelhante ao do Microscópio de fluorescência, o primeiro é utilizado para aumentar o contraste da imagem microscópica e construir imagens tridimensionais através da utilização de um orifício de abertura, pinhole, que permite uma grande definição de imagem em amostras mais espessas que o plano focal.
Esta técnica tem vindo a adquirir uma grande popularidade e possui diversas aplicabilidades na ciência, nomeadamente na obtenção de imagens de amostras vivas e de informação computadorizada tridimensional na pesquisa biológica, na análise química e de materiais, principalmente na área de neuroanatomia e neurofisiologia.

## História

### Lentes
Não se sabe ao certo quando as lentes foram inventadas, mas, em 721 a.C, há relatos de um cristal de rocha recortado com propriedades de ampliação. Conhecido, posteriormente, como lente de Lanyard, pensa-se que este objecto possa ter sido a primeira lente criada pelo homem. Contudo, as lentes passaram a ser realmente conhecidas e utilizadas por volta do ano de 1280, em Itália, com a invenção dos óculos. Com sua rápida popularização, logo começaram as primeiras experiências de combinação de lentes para aplicação em instrumentos de ampliação de imagens, resultando na criação do primeiro microscópio composto (com duas ou mais lentes).

### Aparecimento do Microscópio
A denominação de "microscópio" foi dada pelo membro da Academia de Lincei e médico em Roma a serviço do Papa Urbano VII, Johann Giovanni Faber (1570-1640) de Bamberg em 1624. O substantivo provém da junção de dois vocábulos gregos: micros (pequeno) e skopein (ver, examinar).
O crédito pela invenção do microscópio é dado ao holandês Zacharias Jansen, por volta de 1595. Como era muito jovem na época, pensa-se que o primeiro microscópio, com duas lentes, tenha sido desenvolvido pelo seu pai, Hans Jansen. Porém, era Zacharias que montava os microscópios distribuídos pela realeza europeia, dado que, na altura, o instrumento era considerado um brinquedo, pois possibilitava a observação de pequenos objectos.
Não obstante, a paternidade do microscópio tem sido muito discutida e disputada, uma vez que os italianos atribuem este singular invento ao seu compatriota, fundador do método experimental e da ciência dinâmica e eminente físico e matemático, o famoso Galileu Galilei (1564-1642), natural de Pisa. Segundo testemunhos, Galileu, em 1609, apenas combinou lentes ou cristais de aumento num tubo de chumbo ou papelão, aplicando-as ao estudo da astronomia, embora se tenha apoiado no conhecimento do aparato óptico inventado pelos Jansen. Este instrumento de Galileu permitia um aumento de trinta vezes, sendo ainda considerado o primeiro telescópio produzido.
Mas de facto parece não ser ele o seu inventor, pois o seu contemporâneo Hans Lippershey tinha um telescópio, cujos fundamentos foram indagados por Galileu, construindo, baseado neles, o seu próprio telescópio aperfeiçoado. O facto de ter construído os seus próprios instrumentos, tal como aconteceu com diversos cientistas, não lhe credita obter a patente de inventor, como seus biógrafos pretendem. Pelas computações cronológicas, a invenção do instrumento pertence, de facto, aos Jansen.

### Ciência e o Microscópio
O século XVII foi um período de grande interesse pelos microscópios. A própria palavra microscópio foi oficializada na época pelos membros da Academia de Lincei, uma importante sociedade científica. Contudo, ainda havia dúvidas sobre a importância do instrumento para a ciência. A ampliação dos objectos, em torno de nove vezes, não permitia observar coisas realmente novas, de tal forma que ainda não se suspeitava que uma estrutura presente em todos os tecidos vivos estaria ao alcance do olho humano com a ajuda dos microscópios: a célula.

### Geração Seguinte
No final do século XVII, os microscópios sofreram uma mudança no seu desenho básico. Devido provavelmente à instabilidade do sistema lateral de sustentação, passou-se a utilizar um tripé de apoio. O primeiro esquema de microscópio com tripé foi divulgado na Alemanha em 1631. Contudo, somente em 1683, o microscopista inglês John Yarwell construiu o primeiro modelo de que se tem notícia.

### Melhorias do Século XVIII
O século XVIII foi uma época de melhorias nas lentes e nos microscópios, nomeadamente a nível de estabilidade, precisão de focagem e facilidades de uso. Os instrumentos passaram a ser anunciados em diversas publicações pelo mundo inteiro, e vários microscopistas lançaram os seus modelos. Por volta do ano de 1742, os microscópios que projectavam imagens fizeram grande sucesso. Uma das diversões da época era visitar os espectáculos de projecção microscópica.

### Microscópios no Século XIX
No século XIX, os fabricantes de microscópios desenvolveram novas técnicas para fabricação de lentes e passaram, também, a utilizar espelhos curvos para melhorar a capacidade de focagem desses instrumentos. Em 1840, os Estados Unidos começaram a fabricar microscópios, uma actividade até então restrita basicamente à Inglaterra. Finalmente, por volta de 1880, os chamados microscópios ópticos atingiram a resolução de 0,2 micrómetros, limite que permanece até aos dias de hoje.

### Microscópio de Fluorescência
A Microscopia de fluorescência foi inventada há quase um século atrás, quando alguns investigadores experimentavam o uso de luz ultravioleta para obter uma maior resolução. No início, as observações microscópicas eram limitadas aos espécimes que tinham auto-fluorescência, porém rapidamente se começou a estudar corantes com fluorescência. No entanto, só a partir da década de 1940 é que a Microscopia de fluorescência começou a ganhar popularidade, quando Coons e Kaplan apresentaram uma técnica que marcava anticorpos com um corante fluorescente para estudar interacções antigénio-anticorpo, o que promoveu uma profunda alteração no campo da Imunocitoquímica.
A descoberta que realmente trouxe a Microscopia de fluorescência para a vanguarda veio em 1994, quando Chalfie M. et al conseguiram expressar naturalmente uma proteína fluorescente, a proteína fluorescente verde (Green Fluorescent Protein - GFP), em organismos vivos. Este foi um marco na evolução desta área, pois permitiu toda uma nova classe de métodos de marcação.
Na história do Microscópio de Fluorescência, a tecnologia foi um trampolim multidisciplinar da Engenharia Óptica, Química e Biologia, em que todas as disciplinas contribuíram para visualizar as substâncias fluorescentes unidas às proteínas, aumentando a compreensão da actividade celular. A importância da Microscopia de fluorescência foi reconhecida recentemente com o prémio Nobel de Química do ano de 2008, que foi concedido pelo desenvolvimento da GFP.

### Microscópio Confocal
O desenvolvimento do Microscópio Confocal foi impulsionado, em grande parte, pelo desejo de se obter uma imagem de eventos biológicos que ocorrem in vivo.
A invenção deste objecto é atribuída a Marvin Minsky que, em 1955, enquanto estudante de pós-doutoramento na Universidade de Harvard, construiu um microscópio com o objectivo de obter uma imagem de redes neurais, utilizando preparações não coradas de tecido cerebral vivo.
Todos os Microscópios Confocais modernos empregam o mesmo princípio da imagiologia confocal patenteada em 1957.
A invenção de Marvin Minsky permaneceu despercebida durante algum tempo, provavelmente devido à falta de fontes de luz intensas necessárias para se obter imagens e de um computador com uma potência suficiente para lidar com grandes quantidades de dados.
Na sequência do trabalho de Marvin Minsky, surgem M. David Egger e Mojmir Petran, no final dos anos 1960, que fabricam um Microscópio Confocal de feixes múltiplos, onde utilizaram um disco giratório (disco de Nipkow) para examinar secções de tecido cerebral não corado e células ganglionares.
Prosseguindo nesta área, foi em 1973 que M. David Egger desenvolveu o primeiro Microscópio Confocal a laser mecanicamente digitalizado e publicou as primeiras imagens reconhecíveis de células.
Durante o final dos anos 1970 e na década de 1980, os avanços da informática e da tecnologia do laser, juntamente com os novos algoritmos para manipulação digital de imagens, levou ao aumento do interesse pela Microscopia Confocal.

Pouco tempo depois da patente de Marvin Minsky ter expirado, os desenhos práticos do Microscópio Confocal a laser foram traduzidos em instrumentos de trabalho por vários investigadores. O físico holandês G. Fred Brakenhoff desenvolveu um Microscópio de Varrimento Confocal em 1979. Quase em simultâneo, Colin Sheppard contribuiu para a técnica com a Teoria da Formação da Imagem. Tony Wilson, Brad Amos e John White alimentaram o conceito e, mais tarde (durante o final dos anos 1980), demonstraram a utilidade da Imagem Confocal Latente no exame de amostras biológicas fluorescentes. 

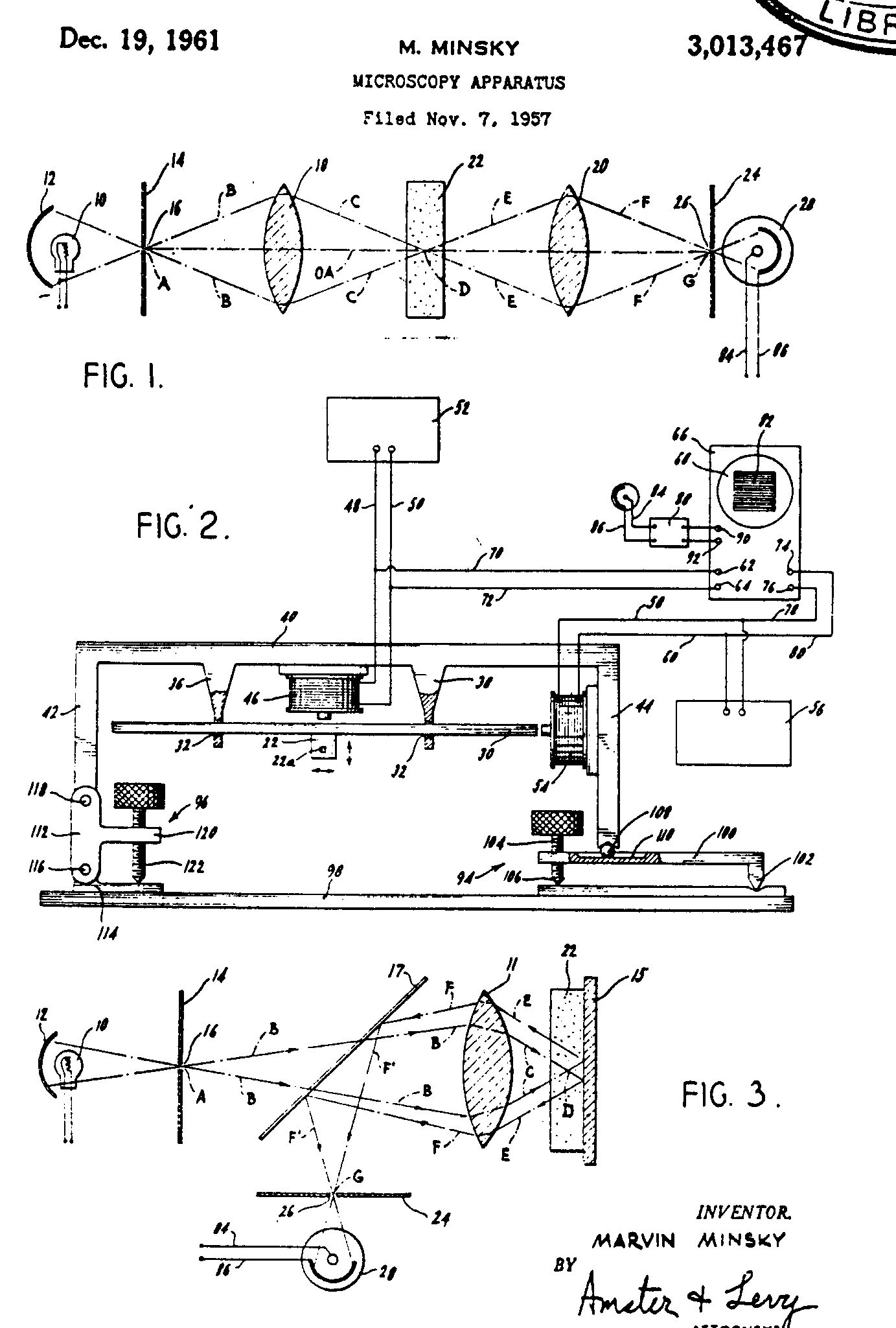
Primeira Página da Patente de Marvin Minsky Sobre o Microscópio Confocal

Enquanto investigadores em Cambridge, Brad Amos e John White tentaram observar as primeiras divisões mitóticas dos embriões de C. elegans, através de imunofluorescência com anticorpos antitubulina, numa tentativa de determinar os planos de clivagem das células. No entanto, não conseguiram atingir o seu objectivo, visto que a maioria da fluorescência observada estava fora do plano de focagem. Foi então que estes investigadores adoptaram a técnica de Microscopia Confocal proposta por Minsky. Em 1987, foi construído o primeiro Microscópio Confocal com a capacidade de produzir imagens com bastante utilidade, combinando tecnologias de laser, de computador e de microelectrónica. Amos e White construíram o primeiro protótipo do Microscópio Confocal que incorporava estas tecnologias e conseguiram, finalmente, obter imagens com melhor focagem dos embriões de C. elegans. Foi, então, em 1987 que os primeiros instrumentos comercializados apareceram.
Durante os anos 1990, os avanços da óptica e da electrónica ofereceram lasers mais estáveis e mais poderosos de alta eficiência. Além disso, iniciava-se a sintetização de fluorocromos que eram mais cuidadosamente combinados às linhas de excitação do laser. Aliado ao rápido avanço da velocidade de processamento dos computadores e ao aumento da disponibilidade tecnológica de armazenamento de grande volume, emergente no final dos anos 1990, a etapa foi definida como uma explosão virtual, no que diz respeito ao número de aplicações que poderão ser alvo da Microscopia Confocal.
Os Microscópios Confocais modernos podem ser considerados como sistemas electrónicos totalmente integrados, onde o microscópio desempenha um papel central numa configuração, constituída por um ou mais detectores electrónicos, o computador (imagem para visualização, processamento, produção e armazenamento), vários sistemas de lasers combinados com dispositivos de selecção e um feixe de varrimento de montagem. Na maioria dos casos, a integração entre as várias componentes é tão profunda que toda a Microscopia Confocal é frequentemente referida como um sistema colectivo de imagem digital ou de vídeo, capaz de produzir imagens electrónicas.
Estes microscópios estão agora a ser integrados na rotina de investigações sobre moléculas, células e tecidos vivos, o que não era possível há apenas alguns anos atrás.

## Princípios Físicos do Funcionamento do Microscópio Confocal
Existem três tipos de Microscópios Confocais comercialmente disponíveis: (1) o Confocal Laser Scanning Microscope (LSCM), o modelo mais utilizado devido à elevada qualidade de imagem que permite a obtenção de imagens de alta resolução através de cortes ópticos, posteriormente agrupados para se fazer a reconstrução tridimensional da topografia de objectos complexos; (2) o Spinning-Disk Confocal Microscope, com um disco de Nipkow, cujo rácio de construção é mais rápido e eficaz que o LSCM, sendo, por isso, útil em observações dinâmicas; e (3) o Programmable Array Microscope (PAM).
O sistema óptico usado neste tipo de Microscópios é o mesmo que é aplicado nos Microscópios de Fluorescência. No entanto, nestes últimos, o campo é todo iluminado, enquanto que no Microscópio Confocal focaliza somente um ponto em determinada profundidade no espécimen.

### Constituição do Microscópio Confocal
Um Microscópio Confocal, no geral, é constituído por (1) um Laser, que corresponde à fonte de luz projectada na amostra e que pode ter um comprimento de onda específico; (2) um Scanner que é um digitalizador por unidade, ou seja, move o laser de modo a focalizar a amostra linha por linha; (3) o Z control, que permite a focagem da amostra e a aquisição da imagem em secções nos eixos X e Z; (4) os Fotomultiplicadores (Photomultipliers - PMT), que vão detectar os fotões emitidos e/ou reflectidos pela amostra; (5) o Pinhole, responsável pela discriminação profunda e pela posição nos eixos X e Y; (6) o Beam Splitter ou Via de Fluorescência, que é  definida pela combinação dos espelhos dicróicos (principal e secundário) e filtros de emissão; e (7) as Objectivas, responsáveis pela formação óptica da imagem, que determina as propriedades de qualidade da imagem, assim como as resoluções nos eixos X, Y e Z, e caracterizada pela abertura numérica, que determina o tamanho da imagem no local (conjuntamente com os comprimentos de onda) e influencia substancialmente a espessura mínima viável.

### Luz
A luz surge sob a forma de fótons, partículas elementares da força electromagnética. Sendo uma forma de energia eléctrica e magnética, estes viajam através do espaço comportando-se simultaneamente como partículas e ondas.

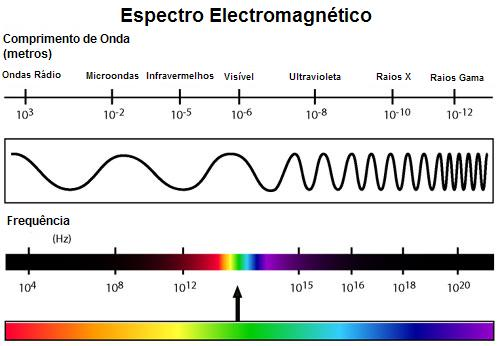
Espectro Electromagnético

O espectro electromagnético corresponde à distribuição da intensidade da radiação electromagnética segundo a sua frequência ou comprimento de onda. Varia desde os raios gama (de maior energia) às ondas rádio (de menor energia), sendo que a luz visível corresponde apenas a uma pequena parte deste espectro que pode ser subdividido de acordo com a cor - vermelho nos comprimentos de onda longos e violeta para os comprimentos de onda mais curtos. A luz branca resulta, então, da mistura de todas as cores do espectro visível.
A luz possui, portanto, uma natureza ondulatória (conceito introduzido na Física pela primeira vez por James Clerck Maxwell). No entanto, quando interage com material, esta só é capaz de dar ou receber energia em pequenas quantidades o que remete para a sua natureza corpuscular, ou seja, a luz é também constituída por pequenas partículas denominadas fotões.

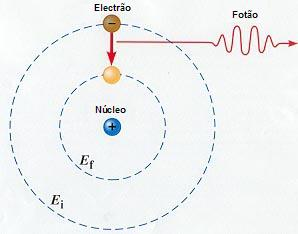
Energia do Fotão

A energia de um fóton (Ef) é dada pela relação Ef = hf, sendo f a frequência da onda electromagnética a que o fóton está associado e h uma constante universal de proporcionalidade, conhecida por constante de Planck (devido ao físico Max Karl Planck). A interacção entre a luz e a matéria faz-se, portanto, através da troca de um número determinado de fótons.
De acordo com o estado atual do conhecimento científico, a luz é gerada pelo movimento de partículas carregadas, nomeadamente de elétrons, um dos constituintes fundamentais do átomo e, portanto, da matéria. A maioria das fontes luminosas emite luz proveniente do movimento destas partículas. Como se sabe, os elétrons encontram-se à volta do núcleo do átomo, ocupando apenas certos padrões energéticos designados por orbitais. A cada uma destas orbitais corresponde um valor específico de energia. Quando o elétron se encontra na orbital à qual corresponde o nível de energia mais baixo não irradia energia, no entanto, quando o átomo é excitado, o elétron pode posteriormente perder a energia adquirida, libertando-a sob a forma de um fóton, ou seja, de luz.
As fontes de luz usuais diferem entre si pelo modo como fornecem energia aos elétrons em movimento. Se a energia vem do calor, a fonte é designada por incandescente. É o caso da luz proveniente das lâmpadas incandescentes. Se provém de outra fonte, tal como a química ou eléctrica, a fonte designa-se por luminescente. É o caso dos materiais fosforescentes.
A luz do laser é diferente da luz normal, possuindo as seguintes características:
- Monocromática: possui um comprimento de onda específico de luz, o que vai resultar numa cor específica;
- Coerente ou "organizada" : cada fóton move-se juntamente com restantes. Todos os fótons possuem frentes iniciadas simultaneamente;
- Direcionada: Possui um feixe estreito e concentrado, contrariamente a outras fontes de luz que produzem dispersão;
- Intensa.

Como já referido, o fóton emitido por qualquer átomo tem um determinado comprimento de onda que depende da diferença de energia entre o estado excitado e o estado fundamental. Se esse fóton encontrar outro átomo com um elétron em estado excitado idêntico, a emissão estimulada pode ocorrer. O primeiro fóton pode estimular ou induzir emissão atômica de tal maneira que o fóton emitido como consequência vibrará na mesma frequência e direcção que o fóton recebido.
Assim, é importante que o meio apresente átomos com elétrons em níveis cujo espaçamento tenha justamente a energia do feixe de luz que se deseja obter. Se todos os átomos desse meio apresentarem elétrons no estado de mais baixa energia, a ação do laser não poderá iniciar-se devido ao facto de que não teremos elétrons excitados para que ocorra o processo de emissão estimulada, ou mesmo espontânea.
Assim, antes de iniciar-se a ação do laser, é preciso que a maioria dos átomos possua elétrons nos seus estados excitados.
Outro ponto fundamental do laser é um par de espelhos, estando estes posicionados em cada ponta do meio gerador. Os fótons refletem-se nos espelhos para viajar de um lado a outro do material gerador de laser. Durante este processo, estimulam outros elétrons a fazer com que a energia decrescente aumente e podem causar a emissão de mais fótons de igual comprimento de onda. Um efeito dominó ocorre e logo se terão propagado vários fótons de mesmo comprimento de onda. Após a inversão de população ter ocorrido, produzindo a excitação dos elétrons com ajuda de uma fonte externa, o decaimento espontâneo de um dos átomos para o estado fundamental começa a provocar a emissão estimulada dos demais átomos e, consequentemente, produz luz. Apenas a luz que se propaga ao longo do eixo principal do laser vai sofrer as várias reflexões no interior da cavidade ressonante, fazendo com que haja um feixe de luz.
O espelho que se encontra numa das pontas do laser é semiprateado, o que significa que reflecte uma parte da luz e permite a passagem de outra parte. Essa parte da luz que consegue passar é a luz laser.

### Óptica
O mecanismo de funcionamento óptico deste microscópio é melhor entendido como um par de lentes, com o espécimen situado no ponto focal de uma das lentes e com a formação de imagem no ponto focal da outra. O princípio básico do Microscópio Confocal é captar apenas a porção do espécimen situada no ponto focal de lente mais próxima deste. Esta meta é conseguida através da associação de um orifício de abertura ou pinhole, que não é mais do que uma superfície com um orifício. Desta forma, o orifício é estrategicamente colocado no ponto focal da lente oposta (isto é, no extremo contrário do sistema de lentes relativamente ao espécimen) sendo, portanto, atravessado apenas pela luz referente ao ponto focal captado pelo sistema.
De acordo com o mecanismo de funcionamento do pinhole, podemos ser levados a pensar que quando mais pequeno for o orifício, melhor. Quando maior a capacidade de eliminar a luz de fundo mais definida será a imagem obtida. De facto, em termos teóricos, é esse o raciocínio correcto. Na prática, no entanto, um pinhole muito pequeno poderá eliminar também a luz necessária para a formação da imagem, isto é, a capacidade de seccionamento óptico ou optical seccioning seria tão elevada que as secções de luz emitida seriam demasiado finas para serem captadas pelo fotomultiplicador.
Uma forma de evitar este evento poderia residir no aumento da intensidade da luz emitida pelo laser ou no aumento da concentração de fluoróforos. No primeiro caso, sabe-se que demasiada intensidade luminosa leva à saturação ou mesmo degradação dos fluoróforos. No segundo, a excessiva concentração destas moléculas pode levar à interacção entre elas levando a fenómenos de quenching (fenómeno que designa a perda de luminosidade de uma determinada substância). Como os fluoróforos são excitados por um comprimento de onda diferente daquele que emitem, a presença de muitos fluoróforos juntos não permite que eles captem eficazmente a luz excitatória, isto é, captam um determinado comprimento de onda e começam a emitir noutro, emissão esta que interfere com a captação de fluoróforos demasiado próximos. De certa forma, para uma concentração muito grande de fluoróforos, o aumento da intensidade de luz emitida inibe-se a si própria, uma vez que diminui a taxa de excitação molecular.
Experimentalmente, observou-se que pinholes com dimensões inferiores às do disco de Airy não oferecem benefícios. O pinhole desejável terá um tamanho igual ao disco de Airy (ponto de focagem máximo que se consegue obter com uma lente perfeita. O tamanho deste disco é variável consoante o comprimento de onda a que está subjacente), uma vez que poderá ser ultrapassado pela totalidade da luz no ponto focal e terá capacidade para eliminar luz indesejável. A focagem de um ponto único permite obter aquilo a que se designa por optical seccioning, isto é, permite formar uma imagem plana de uma fina secção focada do espécimen. Como a luz emitida pelo espécimen fora do ponto focal é eliminada pelo pinhole, a imagem obtida com Microscópio Confocal é bastante mais definida em relação a outros tipos de microscopia. Uma das grandes vantagens do Microscópio Confocal advém precisamente da capacidade para optical seccionning. Com a obtenção destas imagens bidimensionais muito definidas, é possível obter secções a toda a espessura do tecido e criar imagens tridimensionais através da junção das primeiras.
Pelo tamanho e características do pinhole, verifica-se que, a cada momento, a quantidade de fotões que chegam ao sensor é bastante pequena. Assim, é necessária a utilização de uma fonte luminosa muito intensa, que, nos tempos da criação do aparelho, era uma lâmpada de zircónio. Actualmente, opta-se pelos lasers, que ainda têm a vantagem de emitir num comprimento de onda específico, existindo vários disponíveis no mercado com comprimentos de onda diferentes.
Tendo em conta que no caso do Microscópio Confocal, a objectiva é uma estrutura que a luz atravessa nos dois sentidos, ainda que comprimentos de onda diferentes, é necessário um filtro capaz de separar esses comprimentos de onda sem que nenhum dos dois se perda. Assim, é colocado um espelho dicróico (di – dois; cróico – cor) ou dicromático para reflectir o laser e ser atravessado pela luz emitida ou vice-versa.
Além do espelho dicróico, o Microscópio Confocal é também equipado com espelhos móveis. Aquando da sua criação, Minsky constituiu as suas imagens através da mobilidade do espécimen. Contudo, ainda que este método permita evitar defeitos nas lentes, levava muitas vezes a perdas de resolução da imagem. Além disso, a nível biológico torna-se impossível efectuar algumas manipulações (tal como microinjecção de sondas fluorescentes) quando o espécimen é móvel. Desta forma, opta-se actualmente por manter o espécimen estático enquanto o laser "varre" toda a sua superfície. Este método é conseguido com espelhos, associados a pequenos motores, que rodam de forma a conseguir abranger uma área limitada do espécimen. De referir que os espelhos são responsáveis pela varrimento do laser apenas a duas dimensões.
Neste tipo de microscopia nunca há uma imagem completa do espécimen, uma vez que a cada instante apenas é observado um ponto. Assim, o microscópio é acoplado a um sistema informático que constrói uma imagem, pixel a pixel, à medida que os pontos do espécimen são focados. Geralmente, uma imagem demora cerca de 0,1 a 1 segundos a ser gerada. Contudo, este período poderá ser maior para obtenção de uma imagem bidimensional de alta definição ou tridimensional. É fundamental que os fluoróforos não se encontrem demasiado expostos ao comprimento de onda que os excita, sob pena de sofrerem danos ou photobleaching (destruição fotoquímica de um fluoróforo). Assim, são actualmente usados métodos de captura a alta velocidade, como, por exemplo a Microscopia Confocal com disco de Nipkow. Este disco detém milhares de pinholes em toda a sua superfície, o que permite a actuação de algumas centenas deles a cada momento.

### Visualização de uma Imagem
O laser emite um feixe de luz que irá incidir, em primeiro lugar, na objectiva e, de seguida, no espelho dicróico, que reflecte a luz para uma segunda objectiva. Esta converge a luz para um único ponto na amostra. A luz fluorescente emitida pela amostra é, então, captada pela segunda objectiva e passa através do espelho dicróico, enquanto que a luz do feixe é reflectida. Posteriormente, a luz fluorescente da amostra é convergida por uma terceira objectiva de modo a ser captada pelo fotomultiplicador. Antes desta ser detectada pelo mesmo, é parcialmente obstruída de forma que apenas a luz proveniente do ponto focal seja captada. O fotomultiplicador transforma, então, o sinal luminoso em sinal eléctrico, que será gravado por um computador.
O microscópio digitaliza a amostra sequencialmente, ponto por ponto e linha por linha, e converge os pixéis numa imagem. Deste modo, secções ópticas da amostra são imagens com grande contraste e resolução nos eixos X, Y, Z, ou seja, são tridimensionais.

## Aplicações
Apesar da sua longa história, só recentemente o Microscópio Confocal se tornou num instrumento prático com aplicações definidas. Entre estas aplicações destaca-se a obtenção de imagens valiosas de amostras vivas e de informação computorizada tridimensional na pesquisa biológica, na análise química e de materiais, permitindo a localização tridimensional de estruturas e moléculas marcadas com fluorocromos. O espectro de aplicações específicas deste tipo de microscopia é vasto e restringido apenas pelos limites do avanço científico.
Este tipo de microscópio apresenta especial relevância em estudos de neuroanatomia e neurofisiologia, bem como estudos de morfologia de uma grande variedade de células e tecidos. Da mesma forma, a crescente utilização de proteínas fluorescentes proporciona uma expansão do número de estudos científicos experimentais, associados ao uso de técnicas de Microscopia Confocal, possibilitando o aumento do número de aplicações.
Actualmente realizam-se várias técnicas com recurso a este equipamento, nomeadamente marcação de epítopos, Transferência de Energia de Ressonância por Fluorescência (Fluorescence Resonance Energy Transfer - FRET), pesquisa das células estaminais, estudos de ''Photobleaching'', informações obtidas por tempo de vida fluorescente, microscopia multifotão (multifoton), reflexão interna total, hibridização de DNA, sondas membranares e de iões e proteínas bioluminescentes.
Marcação de Epítopos
A técnica de Marcação de Epítopos para a Microscopia Confocal é muito semelhante à de Imunocitoquímica, utilizando fluorocromos como moléculas propiciadoras de visualização.
Transferência de Energia de Ressonância por Fluorescência ou Fluorescence Resonance Energy Transfer (FRET)
A localização precisa e a natureza de interacções entre moléculas, em células vivas, apresentam grande relevância em muitas áreas de investigação biológica. Para compreender estas interacções físicas nos processos biomoleculares típicos, a proximidade relativa das partículas necessita de ser determinada com alguma precisão.
A técnica de Transferência de Energia de Ressonância por Fluorescência ou FRET (Theodore Förster, 1949), quando conjugada com a microscopia, permite a determinação da distância entre moléculas num raio de nanómetros (proximidade suficiente para que ocorra interacção molecular).
Através da marcação de várias estruturas celulares com fluoróforos individuais que possuam diferentes espectros de excitação e emissão e com o recurso a diferentes combinações de filtros fluorescentes, será possível examinar a proximidade das moléculas marcadas dentro de uma única célula ou num corte de tecido.
Assim, o FRET assume-se como um processo através do qual a transferência de energia ocorre entre um fluoróforo num estado de excitação e um segundo cromóforo que se encontre nas proximidades. O mecanismo de FRET envolve assim um fluoróforo dador num estado electrónico de excitação que tem a capacidade de transferir essa energia de excitação para um cromóforo (receptor) nas proximidades numa reacção non-radiative ao longo de interacções dipolo-dipolo de longo alcance. 
Através desta técnica, é possível verificar as moléculas que se encontram mais próximas (permitindo concluir acerca da associação molecular) contrariamente ao que é possível observar com o Microscópio Óptico (limite de resolução mais baixo).
Pesquisa de Células Estaminais

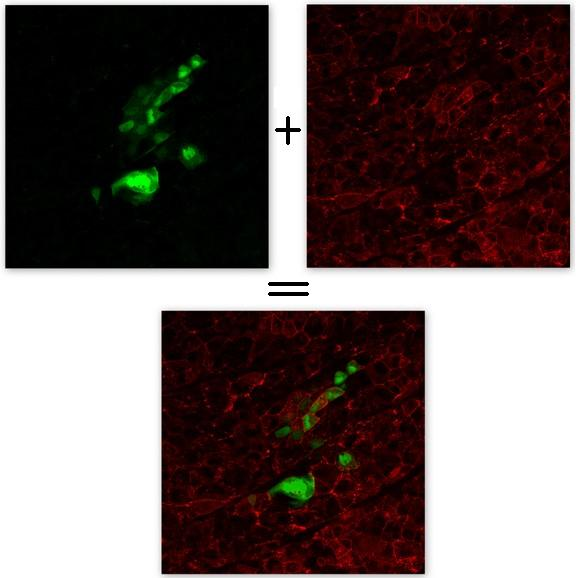
Células Estaminais: Construção de uma Imagem em Microscopia Confocal

As células estaminais são células indiferenciadas que se podem auto-renovar, expandir e diferenciar em diversos tipos celulares e é durante o desenvolvimento embrionário que estas células se especializam. Mais tarde, no indivíduo adulto, as células estaminais reparam tecidos danificados e substituem as células que, devido ao fenómeno de senescência ou lesão, morrem. Estas células são estudadas essencialmente pelo seu potencial na utilização em transplantes e para curar doenças em que os tecidos foram danificados.
Como as propriedades deste tipo celular precisam de ser compreendidas utiliza-se, entre outras, técnicas de Microscopia Confocal. Esta técnica permite estudar as características morfológicas das células estaminais como tamanho e forma, obter imagens tridimensionais que possibilitam a análise das estruturas internas que as constituem, bem como recolher informação sobre a actividade celular.
Estudos de Photobleaching
O processo de Photobleaching envolve a diminuição da absorção e da intensidade de fluorescência de determinado fluoróforo. Técnicas como Perda de Fluorescência na Photobleaching (Fluorescence Loss in Photobleaching - FLIP) e Recuperação de Fluorescência após Photobleaching (Fluorescence Recovery after Photobleaching - FRAP) são utilizadas para observar o movimento de substâncias intracelulares.
O Photobleaching é o fenómeno caracterizado pela perda de fluorescência que, em determinadas circunstâncias, permite aceder a informações que de outra forma não seriam possíveis de obter, como a verificação da integridade/continuidade da membrana e a examinação da fluidez na direcção lateral.
Na técnica de FLIP, uma região da célula em estudo é bleached continuamente, ou seja, é sujeita a um químico que remove toda a cor inata do tecido ou o torna branco, por processos de oxidação. Este processo tem como objectivo permitir visualizar a direcção do movimento do transporte intracelular, através da observação da perda progressiva de fluorescência nessa direcção.
Assim esta técnica requer a preparação de "células" marcadas com fluoróforos, sendo mais utilizado actualmente o GFP ou proteínas relacionadas, específicas para os alvos de interesse. O bleaching contínuo da área de interesse na célula requer uma iluminação por laser precisa e suficiente para inactivar todos os fluoróforos dentro da área em estudo.

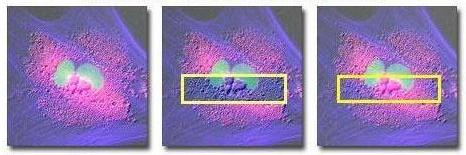
Exemplo de uma Recuperação após Photobleaching

 As imagens obtidas ao longo do tempo (time-lapse) são utilizadas para capturar a perda de fluorescência na direcção do transporte. Permite, também, descrever o movimento para dentro (FLIP) ou para fora (FLOP) de uma região de interesse.
Por outro lado na FRAP, após a marcação com sonda com fluoróforos, é retirada primeiramente uma imagem/fotografia antes de realizar photobleaching. De seguida é direccionada uma fonte de luz para uma pequena área de interesse, com um comprimento de onda apropriado. Os fluoróforos desta região são, assim, excitados com uma iluminação de grande intensidade, perdendo rapidamente o seu tempo de vida. Neste ponto é, então, possível visualizar a área de interesse como um ponto escuro. As sondas marcadas que ainda têm a capacidade de emitir fluorescência vão-se difundir na amostra e preencher o espaço das sondas que já não têm esta capacidade na área seleccionada.
Informações obtidas por Tempo de Vida Fluorescente
As imagens obtidas por tempo de vida (de Fluorescência) através de Microscopia ou FLIM (Fluorescence Lifetime Imaging Microscopy) têm como base a aplicação de múltiplas cores com marcadores fluorescentes para a observação da distribuição celular de moléculas biológicas como as proteínas, lípidos, ácidos nucleicos e iões, entre outros.
Cada marcador fluorescente apresenta um tempo específico de duração para a emissão de fluorescência no seu estado excitado. Detectando as diferenças nesse tempo é possível distinguir fluorocromos que emitem fluorescência no mesmo comprimento de onda, assim como casos nos quais exista autofluorescência. Este tipo de análise permite ainda obter informação sobre moléculas numa célula viva tendo em consideração todos os factores conhecidos que afectam a sobrevida da fluorescência, como por exemplo, intensidade iónica, propriedades hidrofóbicas, concentração de oxigénio, Photobleaching e intensidade da luz. Estabelecendo a relação entre estes factores e a duração da emissão de fluorescência é possível calcular a concentração iónica e analisar a FRET.
Microscopia Multifotão (Multifoton)
Esta técnica é uma poderosa ferramenta de investigação, que combina Microscopia Confocal com fluorescência multifotónica de longo comprimento de onda, permitindo a obtenção de imagens tridimensionais de alta resolução, de alvos marcados com fluorocromos muito específicos.
Deste modo, a técnica consiste na marcação da amostra biológica em estudo, com uma ou mais sondas fluorescentes antes de ser examinada no microscópio. No entanto, apesar deste passo de marcação com sondas afectar inevitavelmente o espécimen biológico de alguma forma, é extremamente importante e necessário pois os tecidos/estruturas tecidulares não possuem contraste suficiente para serem visualizadas. Uma única fonte de luz (laser) possui energia suficiente para excitar um electrão nas sondas fluorescentes, caso tenha um comprimento de onda adequado. Assim sendo, é possível conjugar vários lasers que emitem em comprimentos de onda inferiores, mas cujo somatório permite a excitação de um electrão. Deste modo, apenas são excitados os electrões que se encontram no ponto de intersecção dos lasers e que são específicos para esse comprimento de onda (somatório dos comprimentos de onda de cada laser).
Proteínas Fluorescentes e Bioluminiscentes
No estudo da biologia celular e da medicina, a GFP, as suas variantes genéticas e de espectro de cor (YFP - Yellow; CFP - Cyan; BFP - Blue; dsRFP - Red), a luciferase e a aequarina, têm-se mostrado bastante relevantes no estudo da posição ou movimento de componentes celulares (proteínas, genes e estruturas celulares), variações das concentrações iónicas intracelulares, bem como na detecção da adenosina trifostato (ATP). A importância da GFP encontra-se relacionada com o facto de o gene no qual tem origem, quando isolado, poder expressar a proteína noutros organismos vivos.

### Preparação de Amostras Biológicas
Como em qualquer técnica laboratorial que envolva a análise de amostras biológicas é imprescindível ter em consideração quais os métodos de preparação ideais. No caso da Microscopia Confocal as amostras podem ser organismos vivos, culturas celulares, amostras fixadas, cortes histológicos de rotina, sendo as técnicas adequadas ao tipo de amostra e procedimento.
A fixação, também nesta técnica, deve estabelecer um equilíbrio com a manutenção da antigenicidade, sendo que o fixador mais comum é o Paraformaldeído a 4% tamponado, utilizado a uma temperatura de 4 °C. O Formol comercial possui, na sua constituição, Metanol (6-15%) e outras impurezas que podem afectar a fixação e, consequentemente a técnica.
A amostra deve ser submersa em fixador com ligeira agitação, sendo que os tecidos que se encontram osmoticamente activos podem apresentar algumas alterações morfológicas (retracção ou expansão tecidual).
A espessura dos cortes histológicos depende da distância de trabalho de cada alvo, da penetrabilidade do anticorpo ou do fluorocromo utilizado para coloração e das propriedades de transparência do tecido que forma a amostra.
O tempo de observação deve ser limitado, uma vez que os radicais livres que são produzidos durante o tempo de excitação dos fluorocromos danificam as células e tecidos não fixados.
As amostras devem ser protegidas da luz, analisadas rapidamente e armazenadas no frio.

### Riscos
Tendo em conta os reagentes utilizados nas técnicas de Microscopia Confocal (fluorocromos, DAPI, meios de cultura, fixadores, entre outros) consideram-se múltiplos riscos, tais como, inflamáveis, nocivos, irritantes, tóxicos e cancerígenos.

### Vantagens e Desvantagens
Como todas as tecnologias, a Microscopia Confocal apresenta diversas vantagens e desvantagens.
| Vantagens                                                                     | Desvantagens                                                        |
| ----------------------------------------------------------------------------- | ------------------------------------------------------------------- |
| Imagens multidimensionais                                                     | Elevado custo                                                       |
| Seccionamento óptico                                                          | Número limitado de ondas de excitação disponíveis com lasers comuns |
| Melhor contraste que a microscopia de luz convencional                        | Carácter nocivo da radiação laser de alta intensidade               |
| Melhor resolução que a microscopia de luz convencional                        | Carácter nocivo das células e tecidos vivos                         |
| Observação da célula viva sem destruição                                      |                                                                     |
| Estudo de variações iónicas em células vivas                                  |                                                                     |
| Observação de tecidos em tempo real                                           |                                                                     |
| Observação de células vivas sem fixação ou artefactos de seccionamento físico |                                                                     |
| Alta resolução                                                                |                                                                     |